# Federazione pallavolistica di Aruba
La Federazione arubana di pallavolo (eng. Aruba Volleyball Association, AVA) è un'organizzazione fondata per governare la pratica della pallavolo ad Aruba.
Organizza il campionato maschile e femminile, e pone sotto la propria egida la nazionale maschile e femminile.
Ha aderito alla FIVB nel 1986.